# Rudolf Hermann Lotze

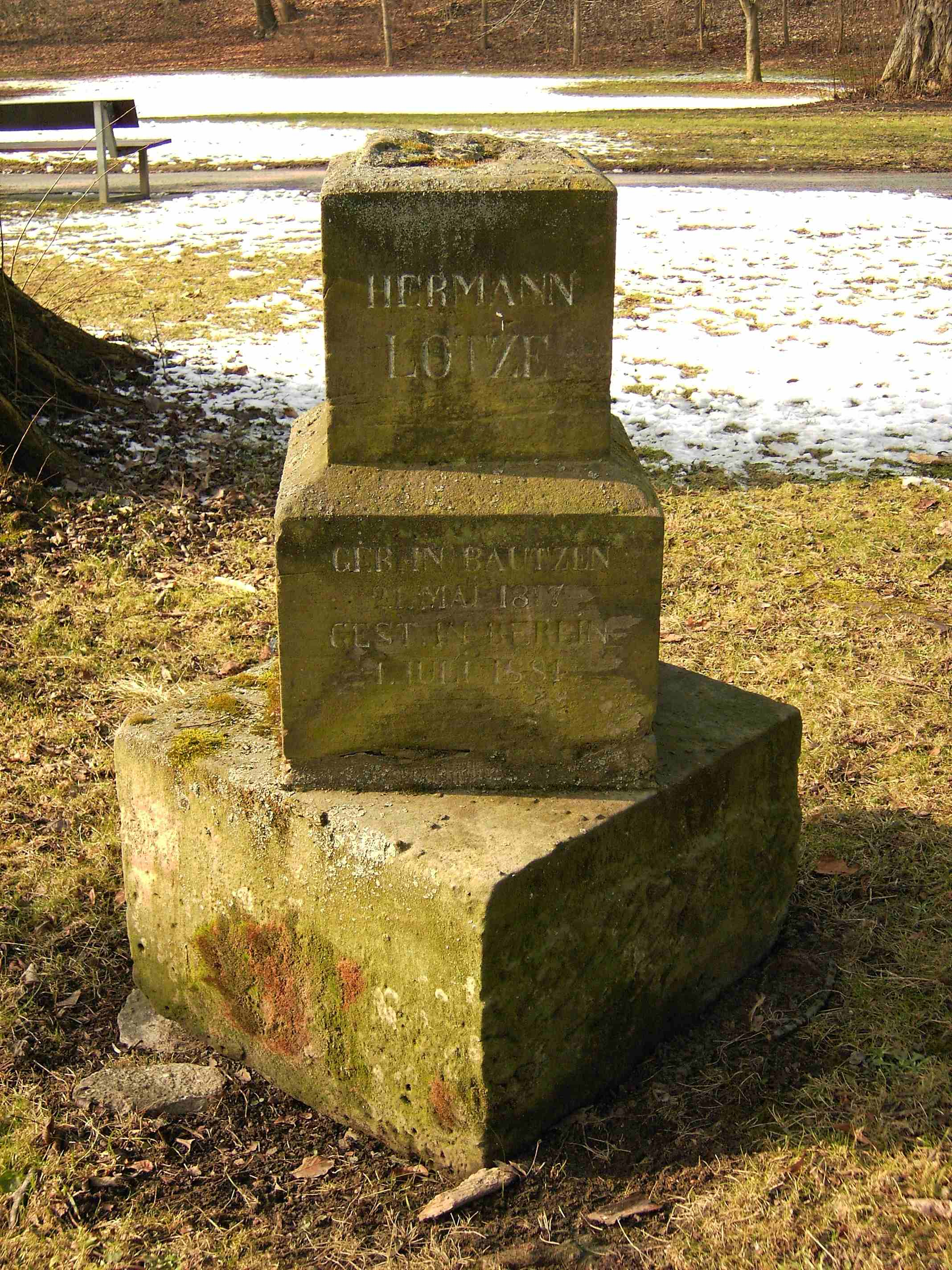
Lotze síremléke Göttingenben

Rudolf Hermann Lotze (Bautzen, Szászország, 1817. május 21. – Berlin, 1881. július 1.) német filozófus, egyetemi tanár. Filozófiát és orvostudományt tanított a Lipcsei Egyetemen, mindkét tárgyban ért el tudományos fokozatot, 1842-ben az egyetemen a filozófia rendkívüli professzorává nevezték ki. 1844 meghívást kapott a Göttingeni Egyetemre, 1881ben pedig a Berlinire is, de itt már csak egyetlen szemeszter egy részét volt képes végigtanítani, hiszen elszólította a halál.

## Élete
Bautzenben, Szászországban (ma Németország), született 1821-ben, egy orvos fiaként. A Zittaui Gimnáziumba járt, olyan tanárok alatt, akik inspirálták a klasszikus szerzők maradandó szeretetére, ahogyan Szophoklész Antigonéjének latinra fordításából láthatjuk, amit élete derekán adott ki. A Lipcsei Egyetemre járt, filozófiát és természettudományos tárgyakat hallgatott, de eredetileg orvostanhallgatóként vették fel (mindössze tizenhét éves korában). Úgy tűnik hát, a korai Lotzét két ismeretterület is vonzotta, egyrészt matematikai és fizikai tanulmányain alapuló természettudományos (E. H. Weber, W Volckmann és G. Fechner vezetése alatt), másrészt esztétikai és művészeti irány, ennek tanulmányozásában Christian Hermann Weisse vezette. Az elsőként említett érdeklődési körhöz sorolta az egzakt kutatás és a tudomány törekvéseinek teljes tudásának értékelését, a későbbiekhez pedig az azon fogalmak nagy köreinek egyenlő mértékű csodálatát, melyek Johann Gottlieb Fichte, F. von Schelling és Georg Hegel tanításaiból eredeztethetőek.
Ezen befolyások mindegyike, melyekkel már életének korai szakaszában megbarátkozott, befolyásolta az összes többit. A tudomány igazi eljárása, amelyet birtokolt, arra vezették, hogy mint használhatatlant elutasítsa az egész formát melyeket Schelling és Hegel magyarázatai magukévá tettek, különösen ez utóbbiak dialektikus módszereit, míg a művészetek és szépség iránti szeretete, és az erkölcs, a szándékok értékelése, megmutatták neki az értékek jelenségeken túli világát, melybe semmiféle egzakt tudomány nem képes behatolni. Evidens, hogy ez a kezdeti pozíció egyidejűleg hogy határozta meg számára azokat a feladatokat, melyeket a filozófiának véghez kell vinnie: mindenekelőtt ott voltak a természettudományok, csupán csak szabályos módszereikből összekevert kezdeteiből kiemelkedve, különösen melyek a fizikai és mentális jelenségek határán lévő dolgokat tanulmányozzák, az orvostudományok, és mindenekelőtt a biológia.
A 19. század második felének legbefolyásosabb, legnagyobb hatást keltő filozófusai közé tartozott, sok tanítványa és követője volt, gyakran teológusok révén. Ez utóbbi azzal magyarázható, hogy elmélkedéseiben az etikai és vallásos-teológia összetevők is a többivel egyenrangú szerepet játszottak. De hatással volt matematikusokra is, például Gottlob Fregére, akinek tanára volt Göttingenben 1871–72 között.
Filozófiája nem csekély részben kritikai reakció Hegel ideológiai pantheizmusára, amely, úgy tűnt, a Lét minden egyéni jellemzőjét, minden változatosságát feláldozza egy absztrakt, formális rendszer kedvéért. Lotze filozófiai álláspontját „teleológiai idealizmusként” jellemezte, és az etikát a metafizika kiindulópontjának tekintette.

## Művei
Lotze legfontosabb munkái:
- Metaphysik (Lipcse, 1841)
- Logik (1843)
- Medizinische Psychologie oder Physiologie der Seele (1852)
- Mikrokosmus. Ideen zur Naturge8chichte und Geschichte der Menschheit (3 vols., 1854; angol ford., 2 vols., Edinburgh, 1885), ez tartják fő művének
- Geschichte der Aesthetik in Deutschland (Münich, 1868)
- System der Philosophie (vol. i., Logik, Lipcse, 1874; vol. ii., Metaphysik, 1879; A két rész (i-ii) angol fordítása megjelent: Oxford, 1884); e műve befejezetlen

Lotze halála után jelent meg a „Diktate”, különféle filozófiai tudományágakról tartott előadások jegyzeteinek gyűjteménye (8 rész, Lipcse, 1882-84; angol ford. G. T. Ladd által, Outline, 6 vols., Boston, 1884–1887); szintúgy posztumusz mű a „Kleine Schriften” (3 vols., Lipcse, 1885–1894).

## Magyarul
- Logika és a philosophia encyklopaediája. Hermann Lotze előadásainak dictatumai; ford. Kármán Mór; Athenaeum, Bp., 1884 (A philosophiai tanulmányok alapvonalai)
- Psychologia. Hermann Lotze előadásainak dictatumai; ford. Kármán Mór; Athenaeum, Bp., 1887 (A philosophiai tanulmányok alapvonalai)